# Lega C 2017 (football americano)
La Lega C 2017 è la 12ª edizione del campionato svizzero di football americano di terzo livello, organizzato dalla SAFV. Al termine della stagione regolare le prime due squadre classificate giocheranno la finale di lega; la vincente giocherà successivamente un incontro contro l'ultima classificata della Lega B per decidere la relegazione di quest'ultima  o la promozione della prima.

## Squadre partecipanti
| Club                | Città           | Stadio | Sponsor ufficiale | Risultato nella stagione 2016                   |
| ------------------- | --------------- | ------ | ----------------- | ----------------------------------------------- |
| Fribourg Cardinals  | Friburgo        |        |                   | Sesto posto in Lega B, sconfitti allo spareggio |
| Geneva Whoppers     | Plan-les-Ouates |        |                   | Quarto posto in NSFL                            |
| La Côte Centurions  | Gland           |        |                   | Quinto posto in Lega B                          |
| Lugano Rebels       | Lugano          |        |                   | Finalisti Lega C                                |
| Lumberjacks Chur    | Coira           |        |                   | Settimo posto in Lega C                         |
| Midland Bouncers    | Zugo            |        |                   | Quarto posto in Lega C                          |
| Neuchâtel Knights   | Neuchâtel       |        |                   | Quinto posto in Lega C                          |
| Sankt Gallen Bears  | San Gallo       |        |                   | Terzo posto in Lega C                           |
| Schaffhausen Sharks | Sciaffusa       |        |                   | Sesto posto in Lega C                           |
| SFU Phénix          | Bulle           |        |                   | Ottavo posto in Lega C                          |

## Stagione regolare

### Calendario

#### 1ª giornata
| Sciaffusa 1º aprile 2017, ore 16:00 CEST | Schaffhausen Sharks | 6 – 19 | Lugano Rebels |  |

| Zugo 1º aprile 2017, ore 18:00 CEST | Midland Bouncers | 34 – 14 | Lumberjacks Chur | Riedmatt |

| Gland 1º aprile 2017, ore 18:00 CEST | La Côte Centurions | 47 – 0 | SFU Phénix | Les Perrerets |

| Plan-les-Ouates 2 aprile 2017, ore 14:00 CEST | Geneva Whoppers | 30 – 10 | Fribourg Cardinals | Centre sportif des Cherpines |

#### 2ª giornata
| San Gallo 9 aprile 2017, ore 14:00 CEST | Sankt Gallen Bears | 23 – 12 | Lugano Rebels | Sportplatz Halden |

| Domat/Ems 9 aprile 2017, ore 14:00 CEST | Lumberjacks Chur | 3 – 21 | Schaffhausen Sharks | EMS-Arena Vial |

| Neuchâtel 9 aprile 2017, ore 14:00 CEST | Neuchâtel Knights | 76 – 0 | SFU Phénix | Terrain du Chanet |

| Friburgo 9 aprile 2017, ore 14:00 CEST | Fribourg Cardinals | 51 – 0 | La Côte Centurions | Stade de Guintzet |

#### 3ª giornata
| Sciaffusa 22 aprile 2017, ore 16:00 CEST | Schaffhausen Sharks | 12 – 20 | Midland Bouncers |  |

| Lugano 23 aprile 2017, ore 14:00 CEST | Lugano Rebels | 39 – 0 | Lumberjacks Chur | Stadio comunale di Cornaredo (campo sintetico) |

| Plan-les-Ouates 23 aprile 2017, ore 14:00 CEST | Geneva Whoppers | 42 – 0 | SFU Phénix | Centre sportif des Cherpines |

| Neuchâtel 23 aprile 2017, ore 14:00 CEST | Neuchâtel Knights | 22 – 6 | Fribourg Cardinals | Terrain du Chanet |

#### 4ª giornata
| Gland 29 aprile 2017, ore 18:00 CEST | La Côte Centurions | 6 – 61 | Geneva Whoppers | Terrain des Perrerets |

| Domat/Ems 30 aprile 2017, ore 14:00 CEST | Lumberjacks Chur | 0 – 38 | Sankt Gallen Bears | EMS Arena Vial |

| Friburgo 30 aprile 2017, ore 14:00 CEST | Fribourg Cardinals | 29 – 0 | SFU Phénix | Stade de Guintzet |

#### 5ª giornata
| San Gallo 6 maggio 2017, ore 18:00 CEST | Sankt Gallen Bears | 49 – 0 | Schaffhausen Sharks | Oberstufenzentrum Zil |

| Gland 6 maggio 2017, ore 18:00 CEST | La Côte Centurions | 6 – 39 | Neuchâtel Knights | Terrain des Perrerets |

| Lugano 7 maggio 2017, ore 14:00 CEST | Lugano Rebels | 22 – 19 | Midland Bouncers | Stadio comunale di Cornaredo (campo sintetico) |

| Bulle 7 maggio 2017, ore 14:00 CEST | SFU Phénix | 7 – 54 | Geneva Whoppers | Centre Sportif de Bouleyre |

#### 6ª giornata
| Zugo 13 maggio 2017, ore 18:00 CEST | Midland Bouncers | 34 – 11 | Schaffhausen Sharks | Riedmatt |

| Bulle 13 maggio 2017, ore 18:00 CEST | SFU Phénix | 7 – 12 | La Côte Centurions | Centre Sportif de Bouleyre |

| Lugano 14 maggio 2017, ore 14:00 CEST | Lugano Rebels | 12 – 19 | Sankt Gallen Bears | Stadio comunale di Cornaredo (campo sintetico) |

| Neuchâtel 14 maggio 2017, ore 14:00 CEST | Neuchâtel Knights | 14 – 34 | Geneva Whoppers | Terrain du Chanet |

#### 7ª giornata
| Domat/Ems 21 maggio 2017, ore 14:00 CEST | Lumberjacks Chur | 0 – 13 | Midland Bouncers | EMS Arena Vial |

| Lugano 21 maggio 2017, ore 14:00 CEST | Lugano Rebels | 37 – 12 | Schaffhausen Sharks | Stadio comunale di Cornaredo (campo sintetico) |

| Bulle 21 maggio 2017, ore 14:00 CEST | SFU Phénix | 0 – 28 | Neuchâtel Knights | Centre Sportif de Bouleyre |

| Friburgo 21 maggio 2017, ore 14:00 CEST | Fribourg Cardinals | 12 – 20 | Geneva Whoppers | Stade de Guintzet |

#### 8ª giornata
| Zugo 27 maggio 2017, ore 18:00 CEST | Midland Bouncers | 0 – 26 | Sankt Gallen Bears | Riedmatt |

| Gland 27 maggio 2017, ore 18:00 CEST | La Côte Centurions | 6 – 44 | Fribourg Cardinals | Terrain des Perrerets |

| Sciaffusa 28 maggio 2017, ore 14:00 CEST | Schaffhausen Sharks | 38 – 0 | Lumberjacks Chur |  |

| Plan-les-Ouates 28 maggio 2017, ore 14:00 CEST | Geneva Whoppers | 27 – 14 | Neuchâtel Knights | Centre sportif des Cherpines |

#### 9ª giornata
| San Gallo 3 giugno 2017, ore 18:00 CEST | Sankt Gallen Bears | 36 – 0 | Lumberjacks Chur | Oberstufenzentrum Zil |

#### 10ª giornata
| Plan-les-Ouates 11 giugno 2017, ore 18:00 CEST | Geneva Whoppers | 50 – 0 | La Côte Centurions | Centre sportif des Cherpines |

| Friburgo 11 giugno 2017, ore 14:00 CEST | Fribourg Cardinals | 15 – 12 | Neuchâtel Knights | Terrain de Guintzet |

| Zugo 11 giugno 2017, ore 14:00 CEST | Midland Bouncers | 24 – 20 | Lugano Rebels | Riedmatt |

| Sciaffusa 11 giugno 2017, ore 14:00 CEST | Schaffhausen Sharks | 9 – 47 | Sankt Gallen Bears |  |

#### 11ª giornata
| Domat/Ems 17 giugno 2017, ore 18:00 CEST | Lumberjacks Chur | 0 – 39 (0-10 0-10 0-6 0-13) | Lugano Rebels | EMS-Arena Vial |

| San Gallo 18 giugno 2017, ore 14:00 CEST | Sankt Gallen Bears | 30 – 0 | Midland Bouncers | Oberstufenzentrum Zil |

| Neuchâtel 18 giugno 2017, ore 14:00 CEST | Neuchâtel Knights | 47 – 0 | La Côte Centurions | Terrain de Chanet |

| Bulle 18 giugno 2017, ore 14:00 CEST | SFU Phénix | 0 – 66 | Fribourg Cardinals | Centre Sportif de Bouleyre |

### Classifiche
Le classifiche della regular season sono le seguenti:
- PCT = percentuale di vittorie, G = partite giocate, V = partite vinte, P = partite perse, PF = punti fatti, PS = punti subiti

#### Girone West
| Pos. | Squadra            | PCT   | G | V | P | PF  | PS  |
| ---- | ------------------ | ----- | - | - | - | --- | --- |
| 1    | Geneva Whoppers    | 1.000 | 8 | 8 | 0 | 318 | 63  |
| 2    | Neuchâtel Knights  | .625  | 8 | 5 | 3 | 252 | 88  |
| 3    | Fribourg Cardinals | .625  | 8 | 5 | 3 | 238 | 97  |
| 4    | La Côte Centurions | .250  | 8 | 2 | 6 | 77  | 299 |
| 5    | SFU Phénix         | .000  | 8 | 0 | 8 | 21  | 359 |

#### Girone Ost
| Pos. | Squadra             | PCT   | G | V | P | PF  | PS  |
| ---- | ------------------- | ----- | - | - | - | --- | --- |
| 1    | Sankt Gallen Bears  | 1.000 | 8 | 8 | 0 | 268 | 33  |
| 2    | Lugano Rebels       | .625  | 8 | 5 | 3 | 200 | 103 |
| 3    | Midland Bouncers    | .625  | 8 | 5 | 3 | 144 | 135 |
| 4    | Schaffhausen Sharks | .250  | 8 | 2 | 6 | 109 | 209 |
| 5    | Lumberjacks Chur    | .000  | 8 | 0 | 8 | 17  | 258 |

## Finale
| Plan-les-Ouates 25 giugno 2017 | Geneva Whoppers | 19 – 30 | Sankt Gallen Bears | Centre sportif des Cherpines |

## Verdetti
- Sankt Gallen Bears promossi in Lega B 2018